# 十時連貞
十時 連貞（ととき つれさだ）は、戦国時代から江戸時代前期にかけての武将。立花氏の家臣。柳川藩家老。立花四天王の一人。

## 生涯
弘治3年（1556年）、豊後国の戦国大名大友氏の重臣・戸次鑑連（後の立花道雪）の家臣である十時惟次の次男として誕生。
連貞の生家は戸次氏重臣・十時氏の分流で、十時氏初代の惟信（長門守）の四男にあたる孫右衛門惟通の子孫の家である。休松の戦いで戦死した十時惟忠は本家筋ではとこにあたる。
父と同じく道雪に仕え、道雪（鑑連）からの「連」の偏諱を受け連貞を名乗った。永禄12年（1569年）に父と兄・惟則が多々良浜の戦いにおいて戦死すると家督を継ぎ、筑前国那珂郡板付村(現在の福岡市博多区板付)のうち30町歩の所領を相続した。
その性格は「沈勇にして剛直也」と伝わる。最初は道雪の娘・立花誾千代の守役として任じられた。
戦闘に参加すること数十回、戦功を挙げて感状を受けることも多くという。
天正9年（1581年）、嗣子の無かった道雪が高橋紹運の長男・立花宗茂を養子に迎えると、道雪の命で宗茂付の家臣となった。
天正15年（1587年）に豊臣秀吉の九州征伐が始まると、前年の島津氏による筑前侵攻で捕らえられていた宗茂の生母・宋雲院と弟の高橋統増（立花直次）を救出するという功績を立てた。
九州征伐後に宗茂が秀吉から筑後柳河（柳川）13万石の領主に封じられると、宗茂から筑後山門郡内で33町歩の所領を与えられた。天正19年（1591年）5月には家老に任命される。天正20年（1592年）から始まった朝鮮出兵では宗茂と共に渡海、文禄5年（1596年）4月に1300石に加増され、慶長3年（1598年）には200石をさらに加増された。
慶長5年（1600年）の関ヶ原の戦いで宗茂は西軍に与して東軍方京極高次の大津城を攻撃（大津城の戦い）、9月12日に宗茂は城方の夜襲を予見し、連貞が敵将の丸毛萬五郎・箕浦備後・三田村安右衛門三人を捕縛した。10月20日鍋島直茂、鍋島勝茂が柳川に攻め来る、江上八院の戦いにも参戦した。
西軍の敗北により、宗茂は戦後改易されて浪人となった。しかし連貞はあくまで宗茂を主君として従い、宗茂と共に肥後熊本の加藤清正の食客となった。
慶長8年（1603年）冬には加藤家を辞去し、宗茂と共に江戸に出た。しかし生活費などに貧窮したため、連貞は主君の生活費を稼ぐために由布惟信ら他の家臣たちと共に虚無僧になって米銭を稼いだといわれる。まもなく宗茂が徳川家康に請われて家臣となり、陸奥棚倉藩1万石の藩主として復帰すると、宗茂より長年の忠義を評価されて200石を与えられた。
後に宗茂が柳河に復帰を許されると、連貞は老齢を理由に隠居を申し出、三男の十時惟昌(三弥助惟保)が家督相続。このとき、宗茂より隠居料として1000石を与えられた。寛永14年（1637年）の島原の乱では高齢の宗茂と共に出陣している。
寛永21年（1644年）9月14日、死去した。十時の家系は柳川藩組頭家兼家老家を初めとして多くが藩士として幕末まで続いた。

## エピソード
- 陪臣の身であるにもかかわらず、その忠勇は諸大名に知られていた。慶長19年（1614年）の大坂の陣では豊臣氏から高禄をもって誘われたが、宗茂への忠義を選んで拒絶している[3]。
- 江戸で日銭を稼ぐ為に虚無僧に扮して托鉢している時、町外れで3人の暴漢に襲われた。連貞は、ここで戦えば宗茂に迷惑がかかると考えて逃げたが、暴漢は執拗に追跡した。そのためにやむなく応戦して、連貞は尺八で暴漢の刀を受け止めたうえ、その刀を奪い取って3人を斬り殺した。後にこれが問題となって役人に捕らえられ、正直に事の次第を役人に話した。虚無僧の正体が、今は浪人の身分とはいえ、かつての大名、立花宗茂の重臣だった為、聴取をした役人が処遇に苦慮する。話は次々と上役に話が上がっていき、ついに江戸幕府老中土井利勝の耳に入る事になる。利勝は、無罪放免との沙汰を出し解き放った（この直後に宗茂が書院番頭・棚倉藩主として復帰していることから、宗茂を評価していた家康の意があったものと推測される）[44][45]。